# 崔刚
崔刚（？—？），博陵郡安平县（今河北省衡水市安平县）人，北齐侍中、左光禄大夫、仪同三司崔季舒之子，唐朝官员。

## 生平
武平四年（573年），崔季舒因劝谏齐后主高纬不要前往晋阳而被杀，崔刚被处以宫刑。
唐朝貞觀元年三月丙午（627年4月14日），唐太宗李世民诏令说：“北齐已故尚书仆射崔季舒、给事黄门侍郎郭遵、尚书右丞封孝琰等人昔日在邺城做官，官位高名声大，内怀忠诚正直之心，上表直言规劝，无法挽救国家危亡，于是遇到关龙逢的酷刑。崔季舒的儿子崔刚、郭遵的儿子郭云、封孝琰的儿子封君遵都因为家门获罪，无限制的受到宫刑牵连。他们应该受到褒奖，特别要不同寻常，可以免去内侍，衡量才能另行录用。”之后崔刚出任钟离郡太守，封义丰县男。

## 家庭

### 兄弟姐妹
- 崔长君，北齐尚书右外兵郎中
- 崔镜玄，北齐著作佐郎
- 崔氏，嫁北齐并州田曹参军李元俭

### 孙子
- 崔觏[5]